# Tappernøje
 For alternative betydninger, se Tappernøje (flertydig). (Se også artikler, som begynder med Tappernøje)
Tappernøje er en by på Sydsjælland med 1.715 indbyggere  (2024) med bydelen Brøderup, der til 2009 var en selvstændig by med 672 indbyggere, men fra 2010 er vokset sammen med Tappernøje. Byen ligger ved Sydmotorvejen 11 km syd for Rønnede, 8 km nordvest for Præstø, 9 km øst for Mogenstrup og 18 km sydøst for Næstved. Byen hører til Næstved Kommune i Region Sjælland.
Tappernøje hører til Snesere Sogn. Snesere Kirke ligger i landsbyen Snesere 3 km vest for Tappernøje.

## Faciliteter
Skole, idrætshal, vuggestue og supermarked findes i Brøderup.

Tappernøje Dagskole er et privat socialpædagogisk skole- og behandlingstilbud til normaltbegavede, udsatte børn og unge i grundskolealderen. Skolen er grundlagt i 2000 under navnet "Skolen ved det gamle Savværk", men skiftede navn i 2010.
Siden 1960 har Korskildeskolen ligget i byen. I 2016 blev skolen til en afdeling af Fladsåskolen i Mogenstrup.
Tappernøje Forsamlingshus har tre sale med plads til 80, 30 og 20 gæster. Tappernøje Kro er lukket og ombygget til boliger.

## Historie
I 1898 beskrives Tappernøje således: "Gamle Tappenøje...Desuden mærkes Ny Tappenøje Kro, ved Landevejen, med Dampmølle, Bageri og Forsamlingshus (opf. 1884)" Gamle Tappenøje var nogle få huse ved Præstø Fjord 3 km sydøst for den nuværende by. Målebordsbladene bruger den gamle stavemåde Tappenøje.

### Mernbanen
Lidt nord for kroen blev der anlagt jernbanestation på Næstved-Præstø-Mern Banen (1900-61). Stationen fik særskilt læssespor og krydsningsspor i 1913, da banen blev forlænget fra Præstø til Mern. I 1919 blev der anlagt sidespor til dampmøllen, og i 1935 blev stationsbygningen udvidet.
Stationsbygningen, som i mange år efter banens lukning var posthus, er revet ned. Fra sydenden af Teglvej går en ½ km lang grussti på Mernbanens tracé til Smidstrupvej.